# Pilzno
Pilzno (cz. Plzeňⓘ, niem. Pilsen) – miasto w zachodnich Czechach, stolica kraju pilzneńskiego. Położone jest w kotlinie, gdzie zbiega się wiele potoków, tworząc rzekę Berounkę. Znane jest przede wszystkim z piwa Pilsner Urquell i zakładów Škoda Transportation. Na początku 2024 roku, z liczbą mieszkańców wynoszącą ponad 185 tys., Pilzno zajmowało czwarte miejsce pod względem liczby ludności w Czechach.

## Charakterystyka
Powierzchnia miasta wynosi 137,66 km². Powiat Pilzno-miasto jest powiatem grodzkim oraz siedzibą powiatów Pilzno Północ i Pilzno Południe. Od 1 stycznia 2003 powiaty nie są już jednostką podziału administracyjnego Czech. Podział na powiaty zachowały jednak sądy, policja i niektóre inne urzędy państwowe. Został również zachowany dla celów statystycznych.

## Historia

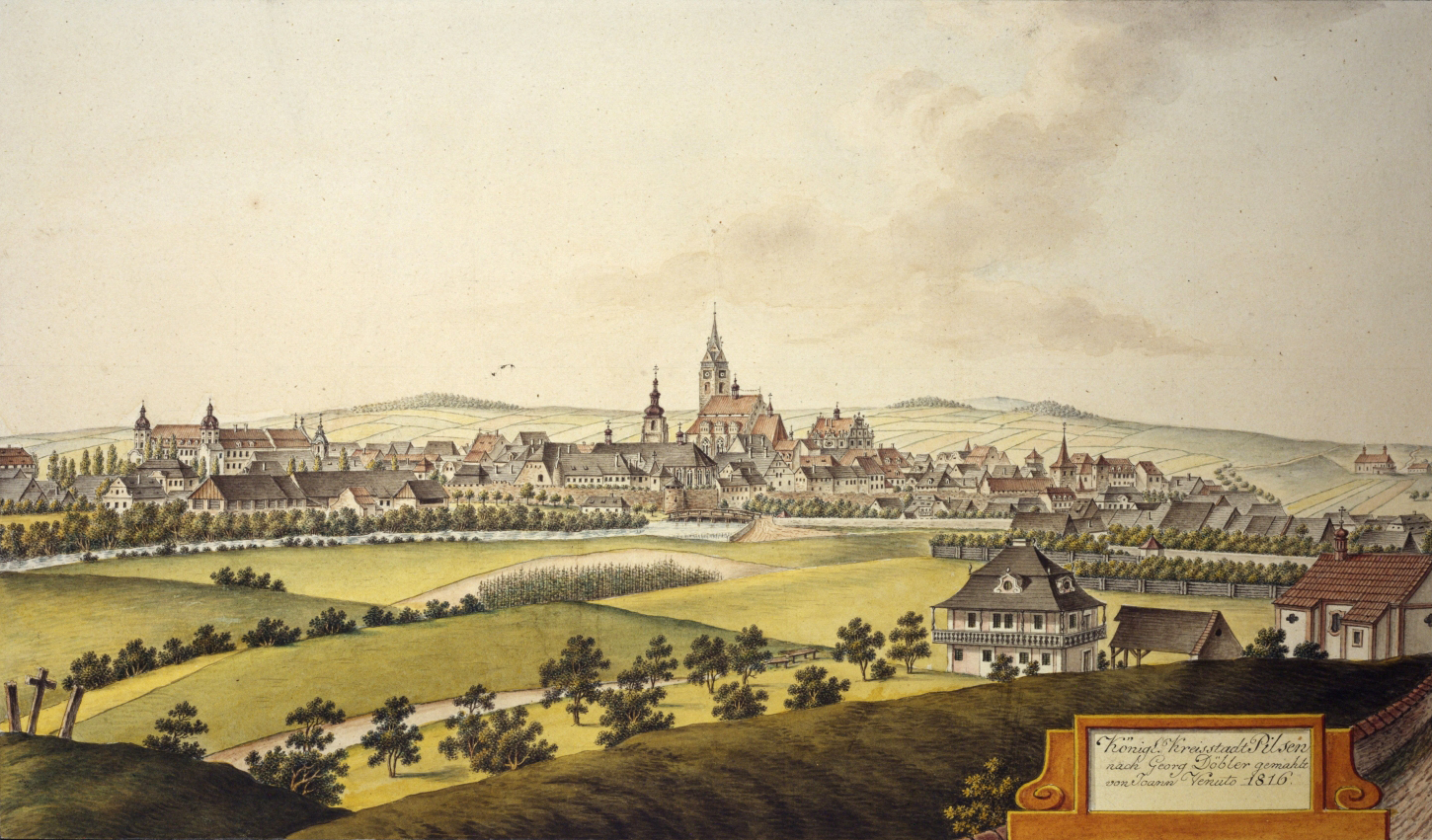
Pilzno w XIX wieku

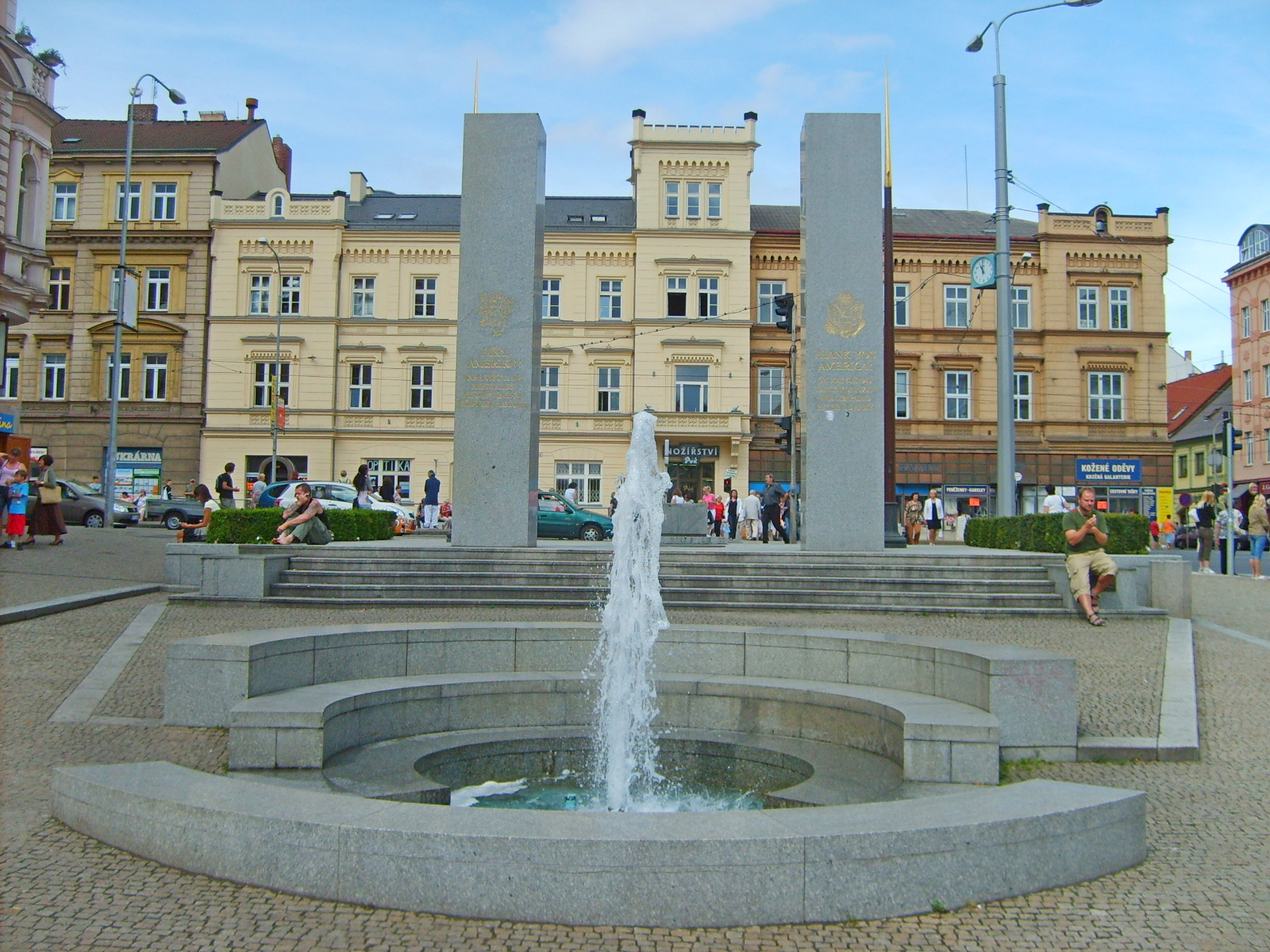
Pomnik wyzwolenia Pilzna przez armię USA w maju 1945 roku

Najstarsze ślady osiedli ludzkich na tym terenie datuje się na 5000 lat p.n.e. W X wieku w położonej kilka km od dzisiejszego miasta miejscowości Stare Pilzno (Stary Plzenec) istniał gród obronny, gdzie zachowała się romańska rotunda z XI-XII wieku. W źródłach łacińskich gród ten nazywany był Plizeni (993) i Plizen (1109). Obecne miasto jako Neu-Pilsen zostało założone w nowym miejscu na polecenie króla Wacława II około 1295 roku przez zasadźcę Heinricha. Miasto w założeniu miało być jednym z największych i najważniejszych miast czeskich, więc zostało rozplanowane z dużym rozmachem. Główny rynek, o skali 139 x 193 metrów, jest jednym z największych rynków w Europie, a szerokość ulic była większa niż w innych miastach z tego okresu. Pilzno w obrębie murów zajmowało największą powierzchnię po Pradze, a w znaczeniu wkrótce ustępowało już tylko stolicy i Kutnej Horze. W 1300 roku Pilzno zostało po raz pierwszy wymienione w dokumencie przez biskupa Bazylei Petera von Aspelta. Chociaż miasto było najmłodszym miastem królewskim w zachodnich Czechach, szybko stało się centrum politycznym i gospodarczym regionu.
Z ekonomicznego geograficznego punktu widzenia miasto zostało zbudowane na szlaku handlowym z Pragi, który rozgałęział się w Pilźnie na szlak do Norymbergi i na szlak do Regensburga. W herbie Pilzna znajduje się wielbłąd. Zwierzę to było podarkiem, jaki przywieźli ze sobą najemnicy czescy walczący w bitwie pod Grunwaldem. Był to jeden z wielbłądów, które Władysław II Jagiełło otrzymał od swych sojuszników: księcia Witolda i Dżalala ad-Dina. W 1417 roku Pilzno zostało opanowane przez mieszkańców opowiadających się za husytami, jednak w 1420 roku miasto zostało opanowane przez katolików. Od 1433 do maja 1434 roku miasto było nieskutecznie oblegane przez husytów.
W latach 1599 i 1600 w czasie epidemii dżumy miasto pełniło funkcję tymczasowej stolicy Czech, ponieważ mieszkał tutaj cesarz Rudolf II Habsburg. Cesarz zbudował tu w 1606 roku "Cesarski Dom", ale nigdy go nie używał. 
Rozwój miasta zahamowała wojna trzydziestoletnia oraz zarazy. Podczas wojny trzydziestoletniej miasto w 1618 roku zostało zdobyte po oblężeniu przez wojska protestanckie Ernsta von Mansfelda i nie zostało odbite przez wojska cesarskie do 1621 roku. W 1633 roku wybitny cesarski dowódca Albrecht von Wallenstein miał w Pilźnie swoją kwaterę zimową. Oskarżony o zdradę i utratę wsparcia swojej armii, uciekł z miasta 23 lutego 1634 r. do Chebu, gdzie został zamordowany. W latach 1645-1649 cesarski dowódca miasta Jan van der Croon wzmocnił fortyfikacje Pilzna, dzięki czemu miasto nie zostało zaatakowane przez wojska szwedzkie. Miasto i region popierały podczas wojny cesarza i stronę katolicką. Po wojnie odbudowa poważnie zniszczone miasta i zaludnienia do wcześniejszego poziomu trwała aż do końca XVIII wieku. W XIX wieku nastąpił gwałtowny rozwój Pilzna, które stało się wielkim ośrodkiem przemysłu metalowego, a główną postacią tego okresu był Emil Škoda, właściciel huty żelaza. Po 1890 huta została przekształcona w zakład zbrojeniowy, a w później samochodowy. W drugiej połowie XIX wieku Pilzno było drugim miastem w Czechach pod względem wielkości i znaczenia. W 1900 r. ludność niemieckojęzyczna liczyła około 13,5 % mieszkańców. W czasie I wojny światowej miasto było najważniejszym ośrodkiem produkcji zbrojeniowym Austro-Węgier. Po 1918 roku miasto znajdowało się w składzie Czechosłowacji.
W okresie II wojny światowej Pilzno stało się częścią Protektoratu Czech i Moraw (granica z III Rzeszą biegła za rogatkami miasta) oraz siedzibą władz administracyjnych (Oberlandratsbezirk Pilsen). W styczniu 1942 roku Niemcy wywieźli ludność żydowską Pilzna do obozu w Terezinie, gdzie w większości zginęła. W dniu 6 maja 1945 miasto, przy niewielkim oporze niemieckim, zostało zajęte przez amerykańskich czołgistów z 16 dywizji, co komunistyczne państwo czechosłowackie starało się ukryć przez cały czas swego istnienia.
1 czerwca 1953 w zakładach Škody (wówczas Zakładach im. Lenina) doszło do strajku pracowników przeciwko zapowiedzianej wymianie pieniędzy. W stłumionych przez komunistyczne władze protestach wzięło udział ok. 20 tys. ze 130 tys. mieszkańców miasta. W latach 90. XX wieku Pilzno przeżywało kryzys w związku z upadkiem przemysłu ciężkiego po transformacji ustrojowej.

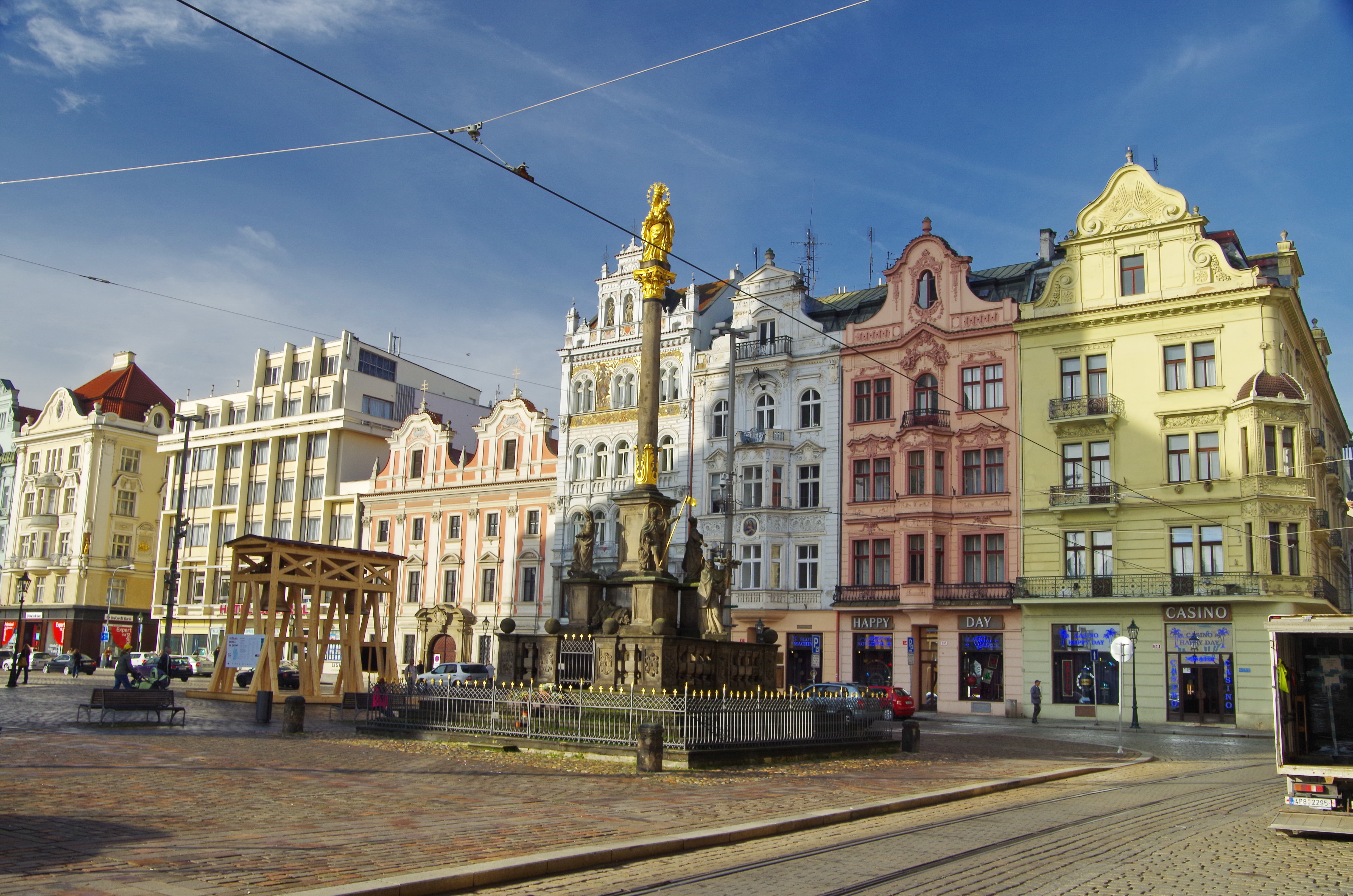
Náměstí Republiky

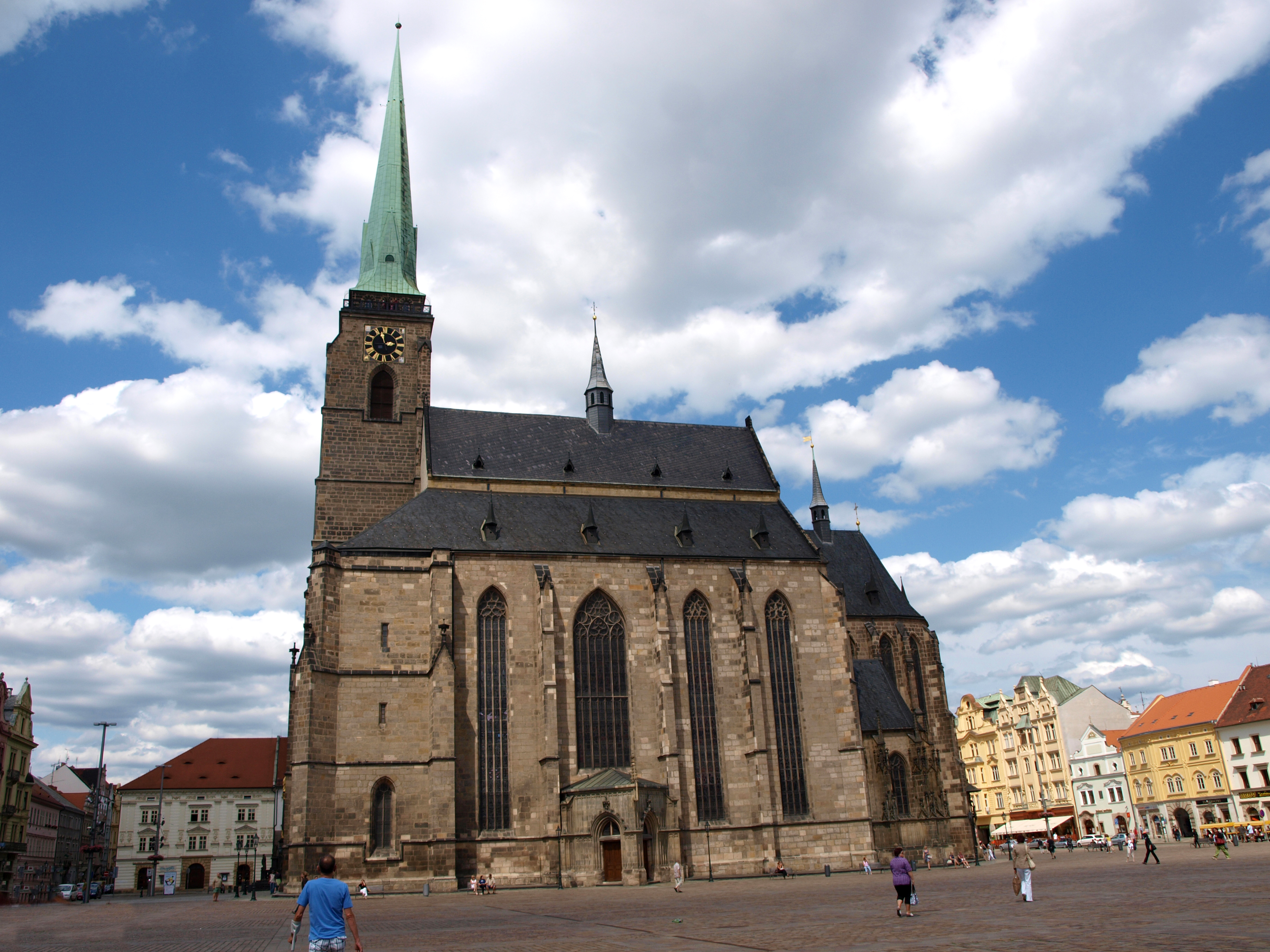
Katedra św. Bartłomieja

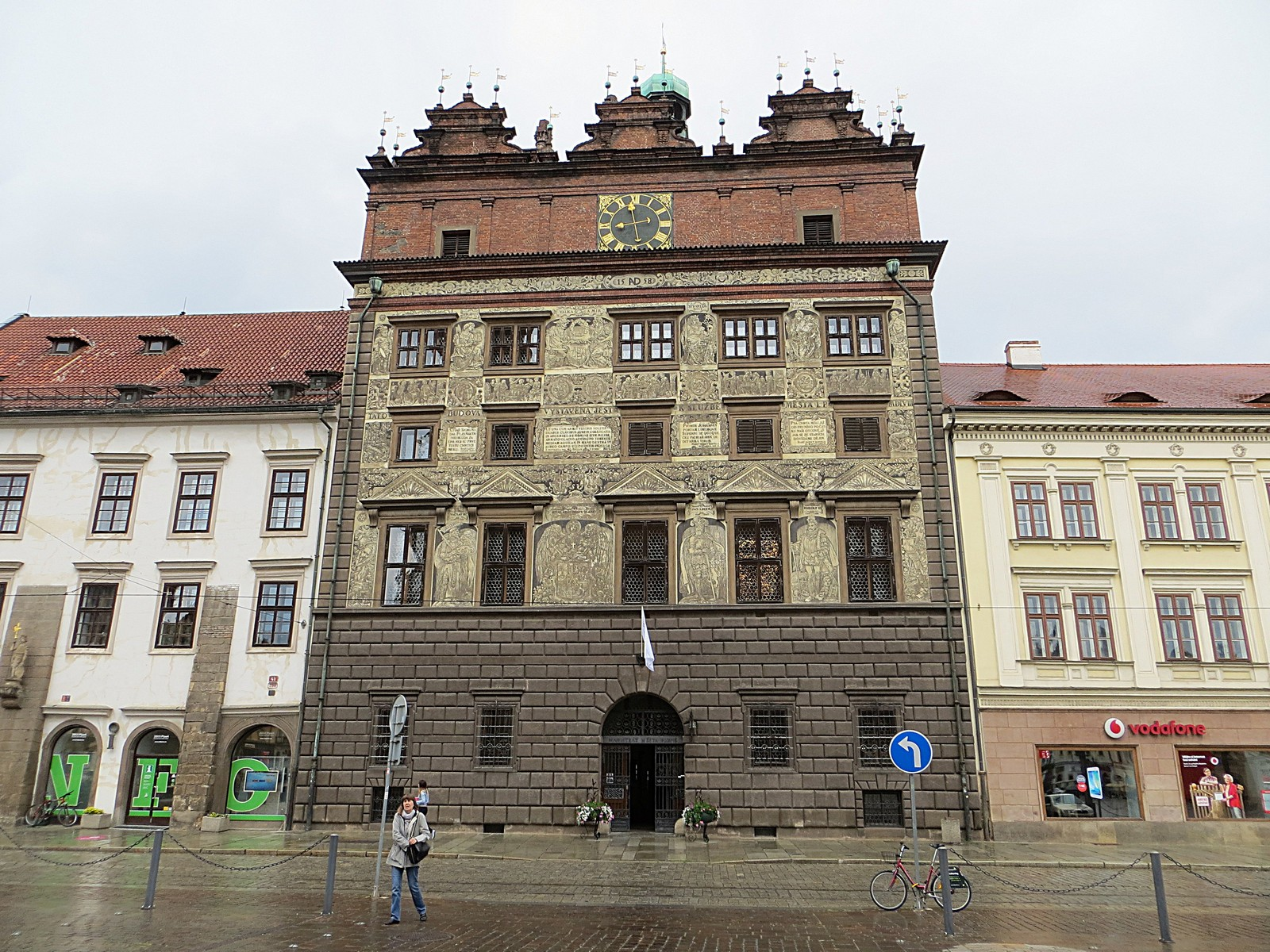
Ratusz w Pilźnie

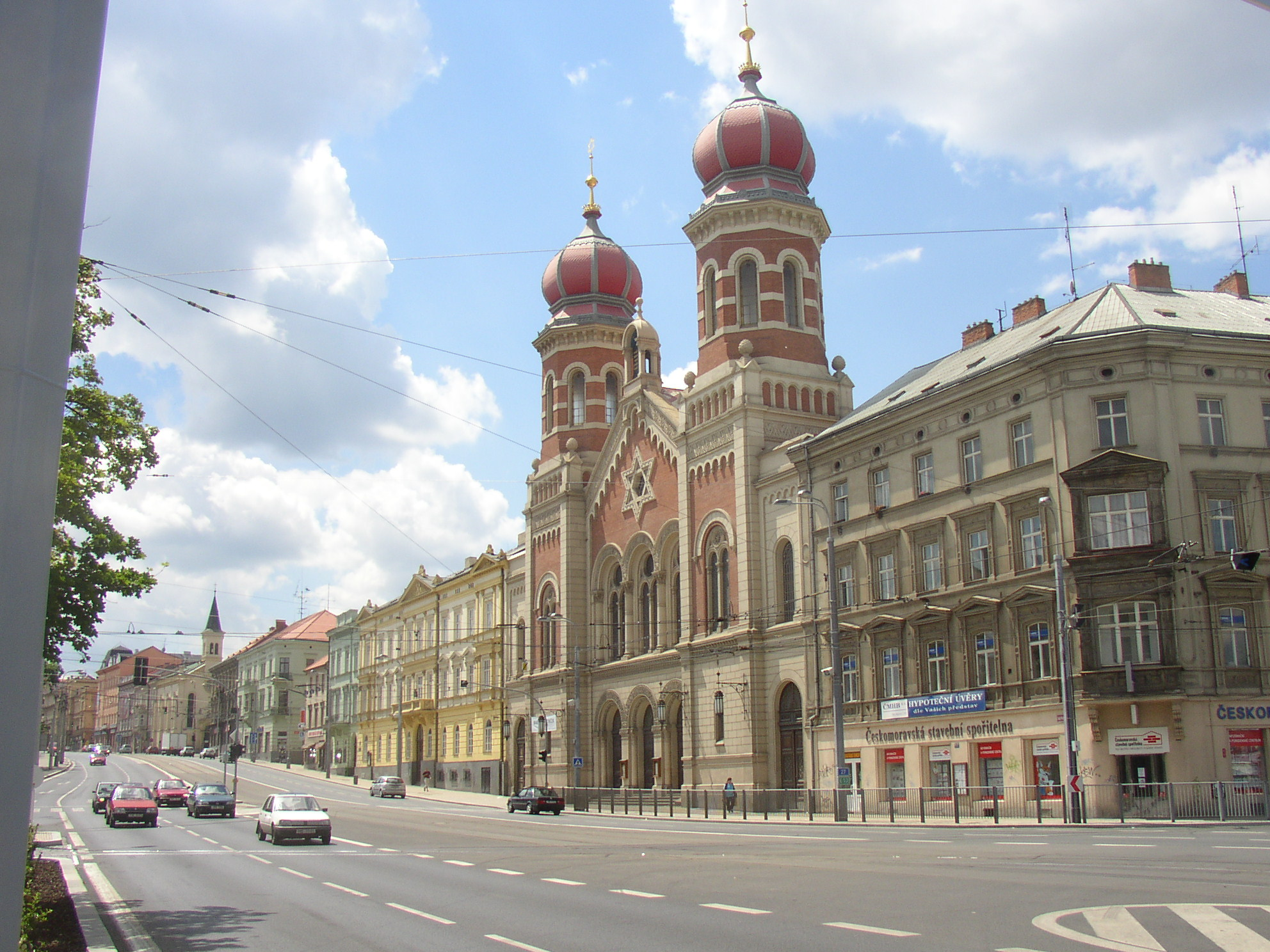
Wielka Synagoga

## Piwo Pilsner
Król Wacław II nadał 260 mieszczanom przywilej warzenia piwa; a na początku wieku XVII było w mieście 26 browarów. Jakość produkcji nie zawsze była wysoka, więc w XIX rada miejska przymusiła browarników do połączenia się. W efekcie w 1839 r. podjęto decyzję o utworzeniu browaru miejskiego (Bürgerliches Brauhaus, później Prazdroj), a 5 października 1842 roku bawarski piwowar Josef Groll jako pierwszy uwarzył pierwszą partię piwa typu pilzneńskiego. W 1842 założono browar Pilsner Urquell – dzisiejszą wizytówkę Pilzna, które wówczas należało do Cesarstwa Austrii. W 1869 roku założono browar Gambrinus.

## Struktura powierzchni
Według danych z 31 grudnia 2003 powiat ma obszar 137,66 km², o strukturze:
- użytki rolne – 45,32%, w tym 72,25% gruntów ornych
- inne – 54,68%, w tym 34,49% lasów.

Liczba gospodarstw rolnych wynosi 61.

## Demografia
| Rok  | Liczba ludności | Liczba kobiet | Liczba mężczyzn |
| ---- | --------------- | ------------- | --------------- |
| 2008 | 165 238         | 85 402        | 79 836          |
| 2016 | 169 858         | 87 241        | 82 617          |
| 2023 | 181 240         | 94 049        | 87 191          |
| 2024 | 185 599         | 96 078        | 89 521          |

## Zatrudnienie
| Mieszkańcy ze stałym zatrudnieniem | 66 067       |
| Średnia pensja miesięczna          | 17 557 koron |
| Bezrobotni                         | 6638         |
| Stopa bezrobocia                   | 7,65%        |

## Gospodarka
W mieście rozwinął się przemysł maszynowy, środków transportu, spożywczy, elektrotechniczny, elektroniczny, poligraficzny, papierniczy, drzewny, odzieżowy, skórzany oraz materiałów budowlanych.

## Transport
W Pilźnie kofunkcją systemy zbiorowych przewozów autobusowych, tramwajowych i trolejbusowych.
Przez miasto przebiega autostrada D5 łącząca Pragę z Niemcami.
W dzielnicy Východní Předměstí znajduje się jeden z największych dworców kolejowych w kraju.

## Szkolnictwo
W Pilźnie działają:
| Rodzaj szkoły                   | Liczba szkół |
| ------------------------------- | ------------ |
| Przedszkola                     | 49           |
| Szkoły podstawowe               | 31           |
| Gimnazja                        | 6            |
| Szkoły średnie techniczne       | 17           |
| Szkoły średnie ogólnokształcące | 10           |
| Szkoły wyższe                   | 3            |

## Służba zdrowia
| Lekarze                               | 1333 |
| Szpitale                              | 5    |
| Specjalistyczne ośrodki terapeutyczne | 2    |
| Gabinety dentystyczne                 | 130  |
| Apteki                                | 44   |

## Sport

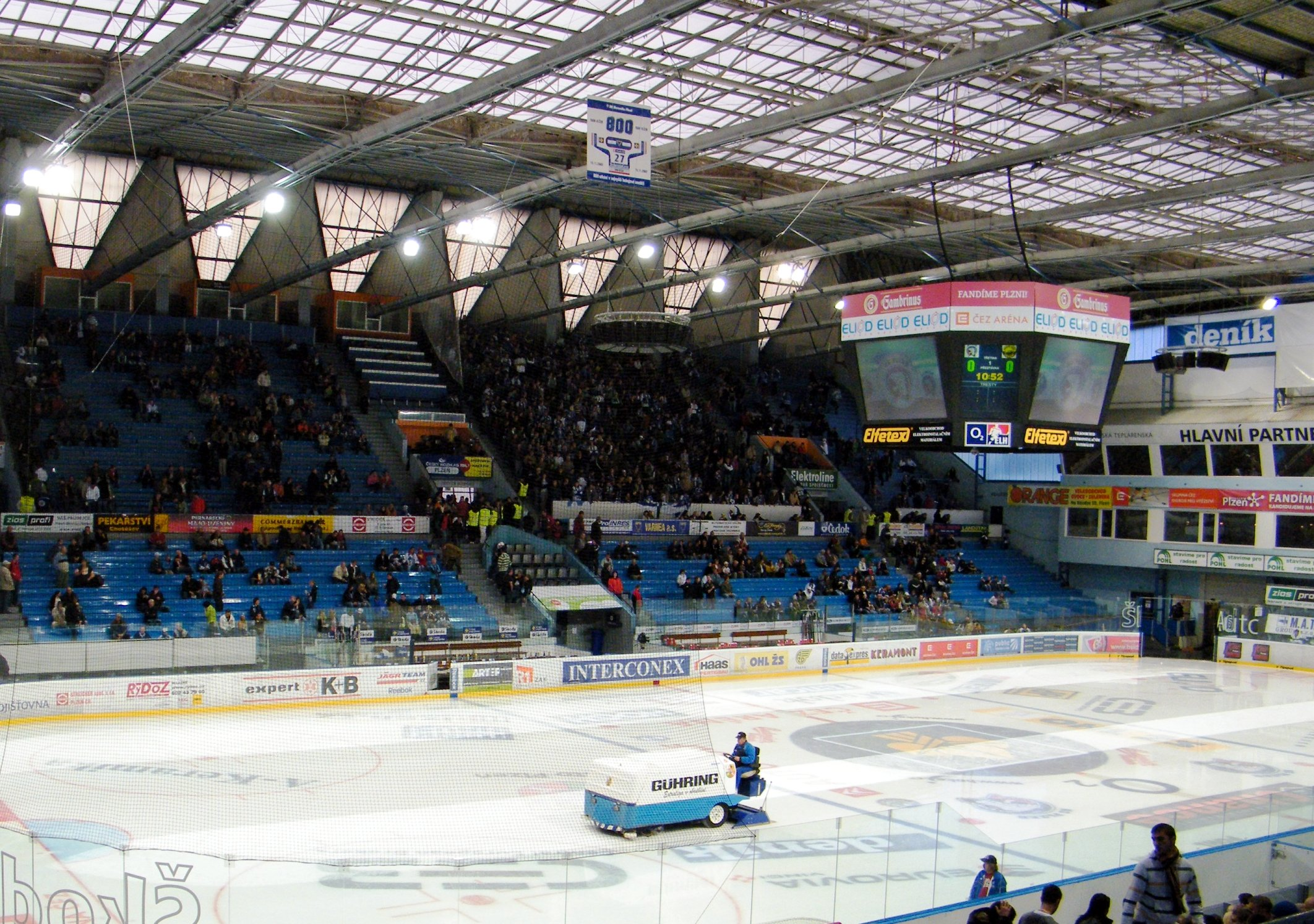
ČEZ Aréna

- HC Pilzno 1929 – klub hokejowy
- Viktoria Pilzno – klub piłkarski

## Urodzeni w Pilźnie
- Petr Čech – piłkarz
- Karel Gott – piosenkarz
- Peter Grünberg – fizyk
- Andrea Hlaváčková – tenisistka
- Eva Hrdinová – tenisistka
- Emil Škoda – przemysłowiec
- Barbora Strýcová – tenisistka
- Jiří Trnka – animator
- Wowa Bayak – muzyk, wokalista
- Benny Cristo – piosenkarz

## Współpraca
Miejscowości partnerskie:
- Birmingham, Stany Zjednoczone
- Jekaterynburg, Rosja
- Liège, Belgia
- Limoges, Francja
- Ratyzbona, Niemcy
- Takasaki, Japonia
- Winterthur, Szwajcaria